# كاترين سكينر
كاترين سكينر (بالإنجليزية: Catherine Skinner) هي لاعبة رماية أسترالية، ولدت في 11 فبراير 1990 في Mansfield, Victoria ‏ في أستراليا.

## وصلات خارجية
- كاترين سكينر على موقع الاتحاد الدولي (الإنجليزية)
- كاترين سكينر على موقع اللجنة الأولمبية الدولية (الإنجليزية)
- كاترين سكينر على موقع أوليمبيديا (الإنجليزية)
- كاترين سكينر على موقع اللجنة الأولمبية الأسترالية (الإنجليزية)
- كاترين سكينر على موقع اتحاد ألعاب الكومنولث (مؤرشف) (الإنجليزية)